# Chart Sutton
Chart Sutton es una localidad situada en el condado de Kent, en Inglaterra (Reino Unido). Tiene una población estimada, a mediados de 2020, de 891 habitantes.
Está ubicada al sureste de la región Sudeste de Inglaterra, cerca de las ciudades de Dover y Maidstone —la capital del condado—, de la costa del canal de la Mancha y al sureste de Londres.